# Artitropa alatroana
Artitropa alatroana är en fjärilsart som beskrevs av Charles Oberthür 1916. Artitropa alatroana ingår i släktet Artitropa och familjen tjockhuvuden. Inga underarter finns listade i Catalogue of Life.